# Frá dauða Sinfjötla

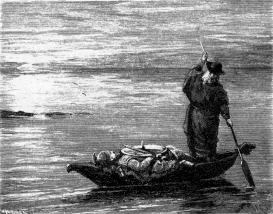
Ilustración para la versión sueca de la Edda poética de Fredrik Sander, 1893, con Odín transportando el cuerpo de Sinfjötli al Valhalla.

Frá dauða Sinfjötla ("Sobre la muerte de Sinfjötli") es una corta obra en prosa que se encuentra en el manuscrito islandés Codex Regius de la Edda poética. Describe la muerte de Sinfjötli, hijo de Sigmundr, relacionando así los relatos de Helgakviða Hundingsbana II y Grípisspá.
Borghildr, esposa de Sigmundr, buscaba la muerte de Sinfjötli, su hijastro, ya que este había dado muerte a su hermano. Se decía que Sigmundr era tan fuerte que podía resistir toda clase de venenos, pero sus hijos sólo los toleraban en su piel. Borghildr les dio de beber cerveza, la cual Sinfjötli recononció que estaba envenenada. Se excusó por dos rondas, pero cuando trajo el tercer cuerno, su padre dijo : "Deja que tu barba lo filtre, hijo !". Sinfjötli bebió y murió al instante.
El texto es publicado normalmente en ediciones de la Edda poética.